# Fletamento por tiempo
El fletamento por tiempo (en inglés time charter) es un tipo de contrato de fletamento; es decir, un tipo de contrato de transporte de mercancías por vía marítima.
La explotación de un buque mercante puede realizarse bajo diversos tipos de contrato de transporte marítimo. El fletamento por tiempo es aquel contrato en virtud del cual una persona, «fletante», pone a disposición de otra, «fletador», y a cambio de un precio o «flete», un buque para la realización de aquellos viajes que esta última ordene durante un cierto período.
En este tipo de fletamento, el fletante o armador retiene la gestión náutica (designa a la tripulación y es responsable de la seguridad y mantenimiento del buque), mientras que el fletador asume la gestión comercial (búsqueda de cargas para el buque) y decide los viajes que éste realiza. El fletante debe hacer frente a los costes de capital y los corrientes de explotación (tripulación, seguros, mantenimiento, reparaciones, pertrechos, lubricantes) y el fletador asume los de viaje (combustible, puertos y canales y manipulación de la carga).
El fletante puede ser el propietario del buque, o bien un arrendatario del mismo «a casco desnudo» que se haya convertido en armador del mismo. El fletador puede ser un naviero que explota comercialmente el buque para dar servicio a terceros, o bien un cargador.

## Elementos reales del fletamento por tiempo
- El buque
- El cargamento
- El flete
- Los viajes

## Elementos formales del fletamento por tiempo
- Póliza de fletamento

## Pólizas más importantes de fletamento por tiempo
- Baltime, proviene de la Conferencia del Báltico y mar Blanco
- Liner-Time (Deep Sea Time Charter)
- NYPE (New York Produce Exchange)
- Shelltime, Texacotime... para petroleros
- Intertanktime